# Sytten (film)
 For alternative betydninger, se Sytten. (Se også artikler, som begynder med Sytten)
Sytten er en dansk film fra 1965 efter Carl Erik Soyas roman af samme navn som er instrueret af Annelise Meineche.

## Medvirkende (udvalgte)
- Ole Søltoft
- Ghita Nørby
- Emil Hass Christensen
- Ole Monty
- Bodil Steen
- Lily Broberg
- Arthur Jensen
- Henry Nielsen
- Annie Birgit Garde
- Susanne Heinrich
- Ingolf David
- Jørgen Kiil
- Hugo Herrestrup
- Jytte Abildstrøm
- Valsø Holm